# Никифор Бендеровський
Никифор Бендеровський — український дипломат. Консул Української Держави та Української Народної Республіки в Ризі (1918—1919).

## Життєпис
Тривалий час мешкав у Ліфляндській губернії Російської імперії й докладав багато зусиль до моральної і матеріальної допомоги українцям у Ризі та Пскові. Він звернувся до МЗС Української Держави, де за результами ініційованого директором департаменту чужоземних справ Андрієм Яковлівим з вивчення питання діяльності Н. Бендеровського засвідчували його великі зусилля щодо допомоги українцям у Курляндії та Ліфляндії.
7 грудня 1918 р. приступив до виконання обов'язків консула у місті Ризі, йому було доручено захист інтересів українських громадян у Ризі та околицях. Свої повноваження він засвідчив одразу після приїзду німецькому генеральному комісару і отримав від нього запевнення в повному сприянні щодо виконання ним його обов'язків консула. Менше ніж за місяць роботи, консульством було забезпечення прийому 353 осіб у консульстві і надходження консульського збору 1205 крб до МЗС Української Держави.
Після приходу до влади Директорії, з метою отримання підтвердження своїх повноважень Бендеровський, наприкінці січня 1919 р. вирушив до Києва, розрахувавшись власним коштом за оренду та виплативши заробітну плату співробітникам. Доїхавши до Берліну, він дізнався, що через евакуацію уряду підтвердження повноважень відкладено, але на утримання консульства було відпущено 6 000 крб.
За підтримкою він звернувся до Уповноваженого Уряду Латвії в Берліні. Латвійські представники не бачили перешкод для відновлення роботи консульства УНР у Ризі. Підтримав прохання Н. Бендеровського і Посол УНР в Голландії і Бельгії Андрій Яковлів. Переконав він також і Міністра МЗС УНР в потребі продовження повноважень, доповіддю «Про становще Консульства в Ліфляндії и Курляндії».
4 серпня 1919 р. отримав призначення на посаду консула Української Народної Республіки для столичного міста Латишської Народної Республіки Риги та її околиць. Його першочерговим завданням стало, відновлення старого консульства та прояснити положення української справи в Латвії і потреб українців в Ризі і надіслати звіт до Міністерства або через українську дипломатичну місію в Лондоні або через посольство УНР в Берліні.
З листопада 1919 року обов'язки консула в Ризі виконував Еріх Флейшер.